# Cordagalma tottoni
Cordagalma tottoni är en nässeldjursart som beskrevs av Lynn Margulis 1993    . Cordagalma tottoni ingår i släktet Cordagalma och familjen Agalmatidae. Inga underarter finns listade i Catalogue of Life.